# Dolmen de Rocalba
Le dolmen de Rocalba est un dolmen situé à Agullana, dans le nord-est de la Catalogne, en Espagne.

## Situation
Le dolmen de Rocalba est situé sur un petit sommet surplombant La Jonquera. On y accède par une piste débutant derrière le cimetière de La Jonquera.

## Description
Le dolmen de Rocalba est un exemple de galerie catalane.